# DIA (enseigne)
Pour les articles homonymes, voir Dia.

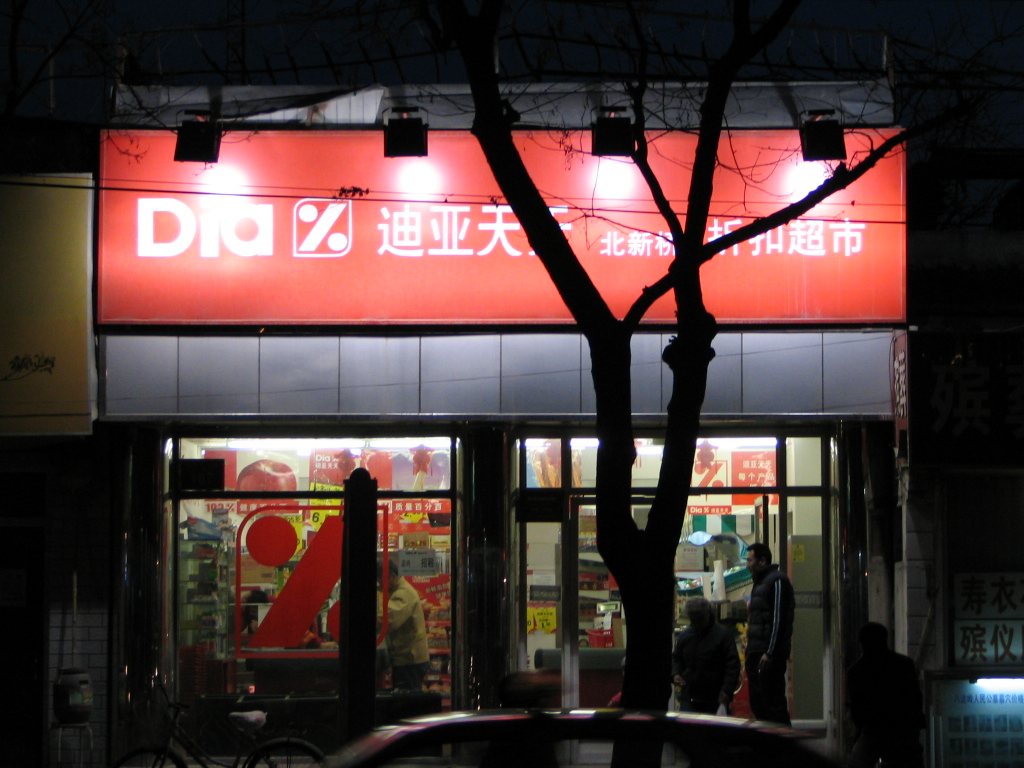
Magasin DIA à Pékin, près du temple tibétain Yonghe Gong

DIA (de son nom complet : Distribuidora Internacional de Alimentación) est une enseigne de supermarchés espagnole créée en 1979 et spécialisée dans le hard-discount, aussi appelé le maxi-discount.
DIA exploitait en 2012, 6 914 magasins à l'échelle internationale, ce qui en faisait le troisième plus grand franchiseur du secteur alimentaire d'Europe et compte en 2008, 52 375 salariés et 44 entrepôts de distribution. Ils possèdent également la chaîne de drogueries Schlecker en Espagne et au Portugal depuis 2013.
La société est dirigée par Ana María Llopis, ce qui en fait la plus grande entreprise espagnole à être dirigée par une femme.

## Histoire

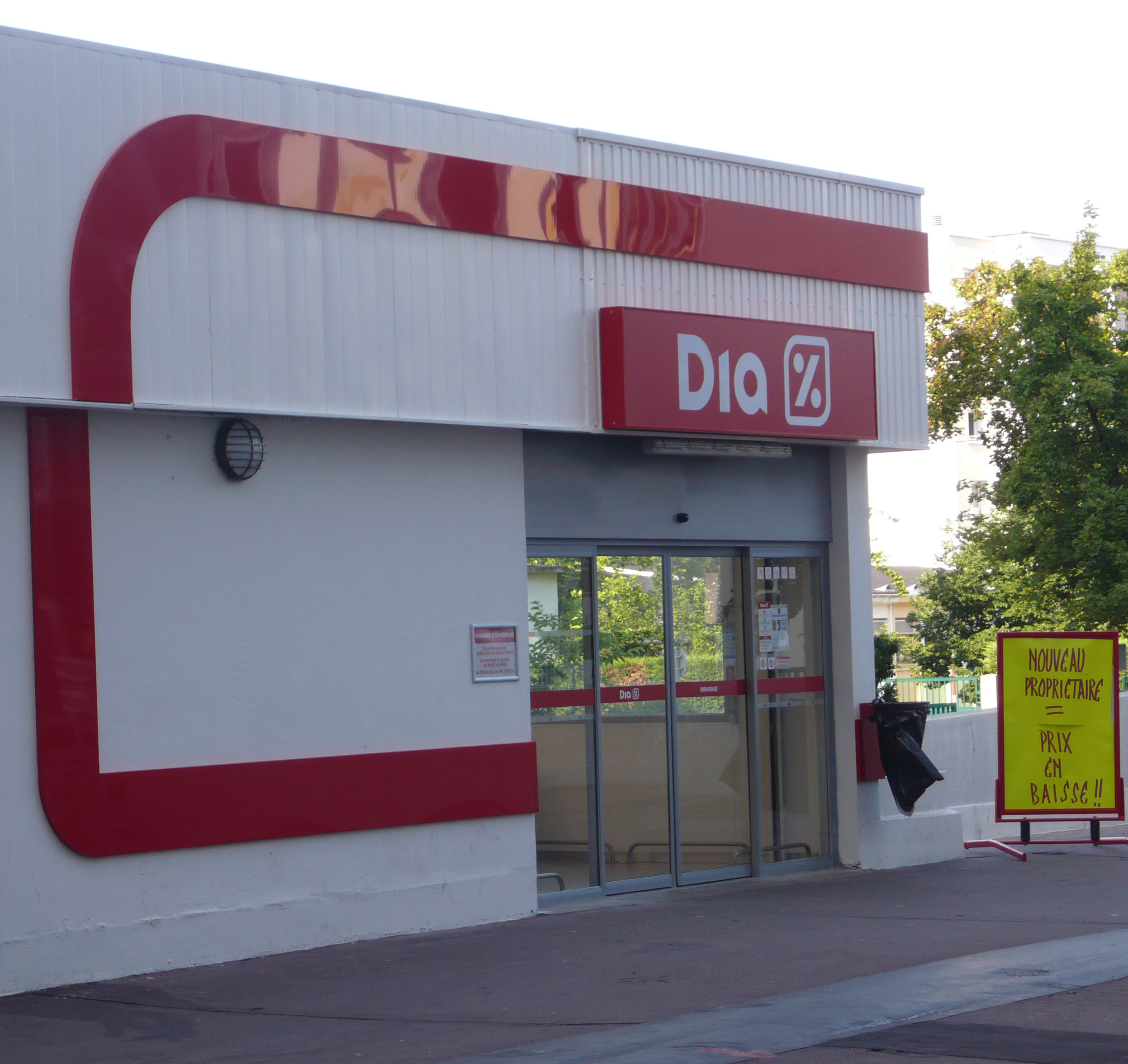
Ancien magasin DIA à Villeurbanne, un ancien point de vente Ed, renouvelé en mai 2011

En 1979, la chaîne DIA est créée par le groupe français Promodès en Espagne, avec le premier magasin DIA à Madrid, et entreprend un ambitieux plan d'expansion internationale sous l'enseigne DIA en Espagne, Grèce, Turquie, Chine (迪亚天天), Brésil et Argentine, sous l'enseigne Minipreço au Portugal, et sous les enseignes Ed et DIA en France.
En 1989, est créé un réseau commercial. De 1990 à 1992, sont rachetées les chaînes de supermarchés Dirsa (en 1990), Mercapopular (1991) et Ahorro Diaro (en 1992) permettant à la marque de posséder plus de 1 000 magasins en Espagne.
En 1993, l'enseigne s'installe au Portugal sous l'enseigne Minipreço puis ouvre les premiers magasins DIA en Grèce en 1995, en Argentine en 1997 et en Turquie en 1999 Cette même année, DIA ouvre le 100e magasin en Argentine et intègre le groupe Carrefour.
En 2000, le 200e magasin DIA d'Argentine est ouvert. Le rapprochement avec le groupe Carrefour permet à DIA de s'installer en France par l'intégration de l'enseigne ED qui garde toutefois son nom. En 2001, ouvre le premier magasin DIA au Brésil et en 2003 en Chine.
En 2006, la création des enseignes « DIA Maxi » et « DIA Market ». En 2007, DIA rachète en Allemagne la chaîne de supermarchés Plus (de).
En avril 2009, ouverture de l'enseigne DIA branche hard discount en France. Ces magasins proposent des produits marque de distributeur Carrefour (MDD) et des produits DIA, présents dans les magasins Ed. Le passage des magasins Ed sous l'enseigne « DIA » se fera progressivement. En conséquence de l'annonce par le groupe Carrefour, les magasins Ed de Villeneuve-Saint-Georges et de Mâcon sont passés en mai 2009 sous l'enseigne DIA, suivi de ceux d'Oyonnax, de Sens et de Chalon-sur-Saône le mois suivant.
Depuis, de nombreux magasins ont intégré l'enseigne DIA, sous la forme de nouvelles ouvertures (Albi, Bétheny (près de Reims), Saint-André-les-Vergers ou La Valette-du-Var), ou par rebaptisation d'anciens magasins ED (Narbonne, Héricourt, Fontaine-lès-Dijon, Aix-en-Provence, Villeurbanne etc.).
En 2010, les groupes Carrefour et Marinopoulos transforment en Grèce les magasins DIA, qui prennent alors le nom de Carrefour, Carrefour Marinopoulos ou Carrefour Express.
 Le cap des cent magasins DIA a été atteint en France le 21 avril 2010.
En 2011, le 400e magasin DIA est ouvert en Chine. Le 21 juin 2011, scission de DIA faite avec le groupe Carrefour et 5 juillet 2011, DIA devient autonome et entre à la bourse de Madrid, Blue Capital en devient le premier actionnaire. En décembre, est ouvert un tout nouveau site internet de DIA France.
En octobre 2012, DIA rachète 1 200 drogueries Schlecker en Espagne et au Portugal. 
À fin 2012, le groupe exploitait 6 914 magasins hard-discounts, dont 4 024 détenus en propre. 2 925 étaient implantés en Espagne sous l'enseigne DIA, 1 093 en Turquie sous l'enseigne DIA, 888 en France sous les enseignes DIA et Ed), 572 au Portugal sous l'enseigne Minipreço, 561 au Brésil sous l'enseigne DIA, 559 en Argentine sous l'enseigne DIA et 316 en Chine sous l'enseigne DIA.
Le groupe réalisait, fin 2012, 50,6 % de son chiffre d'affaires dans la Péninsule ibérique, 28,3 % en Turquie-Brésil-Argentine-Chine et 21,1 % France.
En 2013, la transformation du concept DIA « Maxi » en DIA « Maxi V2 » : présence d'un point chaud en magasin. La filiale turque DiaSA (1 200 magasins en Turquie) est vendue au groupe alimentaire Yıldız Holding. 
 La même année apparaît l'enseigne « DIA Fresh » en France, il s'agit d'un magasin urbain de petite superficie principalement centré sur les produits frais.
Le premier magasin a ouvert à Nice le 19 juin 2013. En 2016, le DIA Fresh de Nice devient un Carrefour Express.
En décembre 2013, DIA serait en discussion pour le rachat des supermarchés espagnols El Arbol, pour 100 millions d'euros en vue de consolider sa position dans le marché espagnol
En janvier 2014, DIA lance le site « diadiscount.com » et propose à sa clientèle également le service au volant.
Le 7 mai 2014, DIA annonce vouloir céder partiellement ou la totalité de ses 900 magasins en France, à la suite de la baisse du CA de 11 % sur un an. Au mieux, et en conservant les magasins, seuls les 200 magasins les moins rentables pourraient être fermés ou cédés, et des doublons dans certaines villes pourraient être fermés.
En juin 2014, l'enseigne, qui compte 800 magasins en France, et qui est en difficulté sur le marché hexagonal, est rachetée pour 600 millions d'euros par le groupe Carrefour, trois ans après qu'il l'a cédée à Blue Capital, devenu alors premier actionnaire de DIA à la bourse de Madrid. En juillet, DIA rachète les 455 supermarchés El Arbol (es), 8e chaîne de supermarchés en Espagne.

En novembre 2014, Eroski vend 160 de ses magasins à DIA, dans les régions d'Andalousie, d'Estrémadure, de Castille-et-León et de Castille-La Manche, dans le but de se désendetter.
En juillet 2015, l'enseigne A2Pas appartenant au groupe Auchan signe un accord pour la reprise de dix-sept supermarchés DIA situés principalement à Paris et dans sa petite couronne où le groupe nordiste possède une faible part de marché.
En novembre 2015, Casino et DIA créent ICDC Services, une plate-forme d'achats commune sous forme de coentreprise.
En septembre 2017, 289 anciens magasins DIA, basculés sous enseigne Carrefour (City, Contact…), peineraient à dégager des résultats. Début 2018, Carrefour annonce la fermeture de la plupart des magasins en France.
En juillet 2018, sur les 289 magasins DIA français non transformés en magasin Carrefour, seuls 29 magasins sont repris, 243 magasins ferment définitivement leurs portes, faute de repreneurs.
En août 2023 Auchan annonce le rachat de la totalité des activités du groupe Dia au Portugal, qui comprennent 489 magasins des enseignes Minipreço et Mais Perto,.

## Implantations

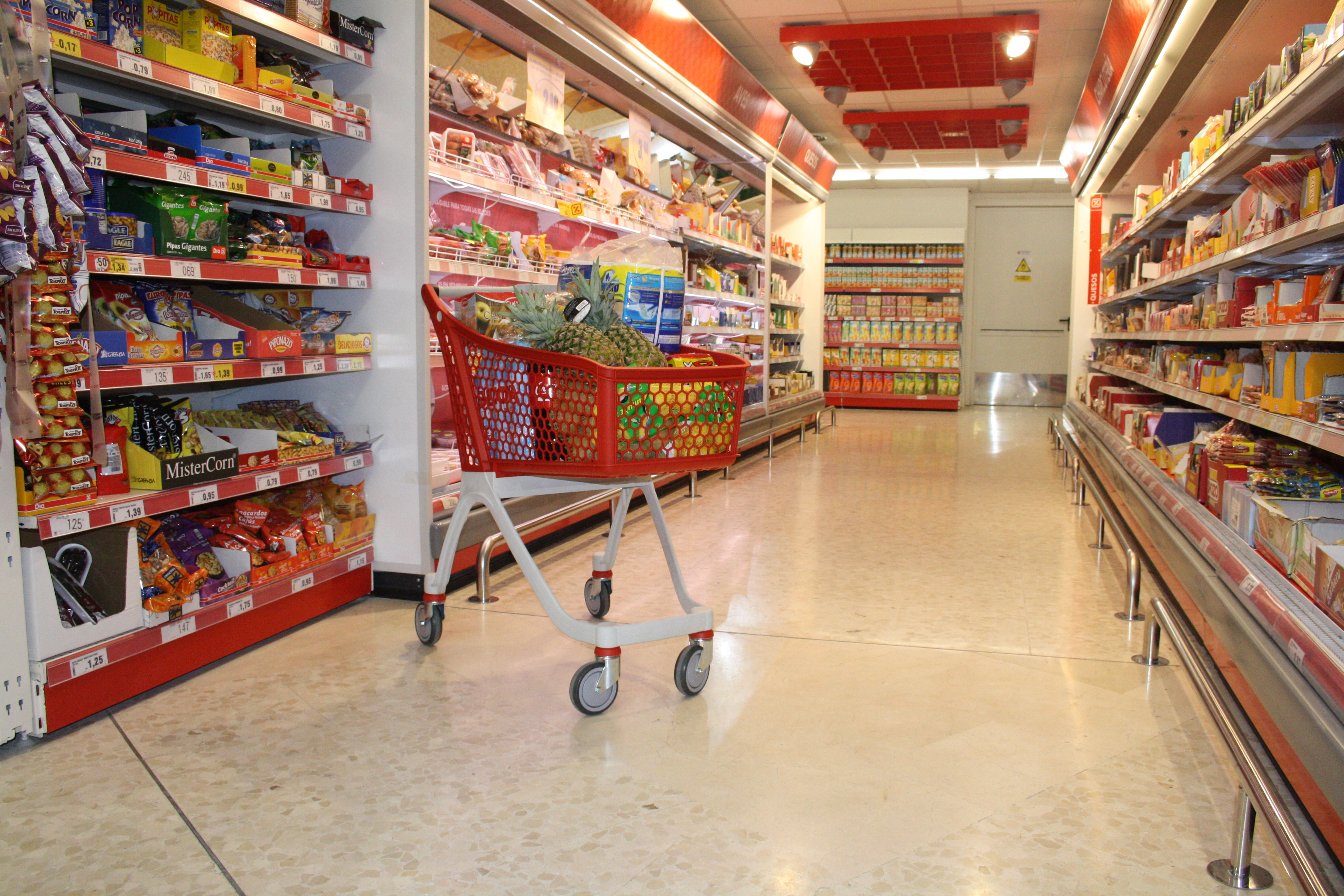
L'intérieur d'un magasin DIA à Valence en Espagne avec un chariot rempli de produits.

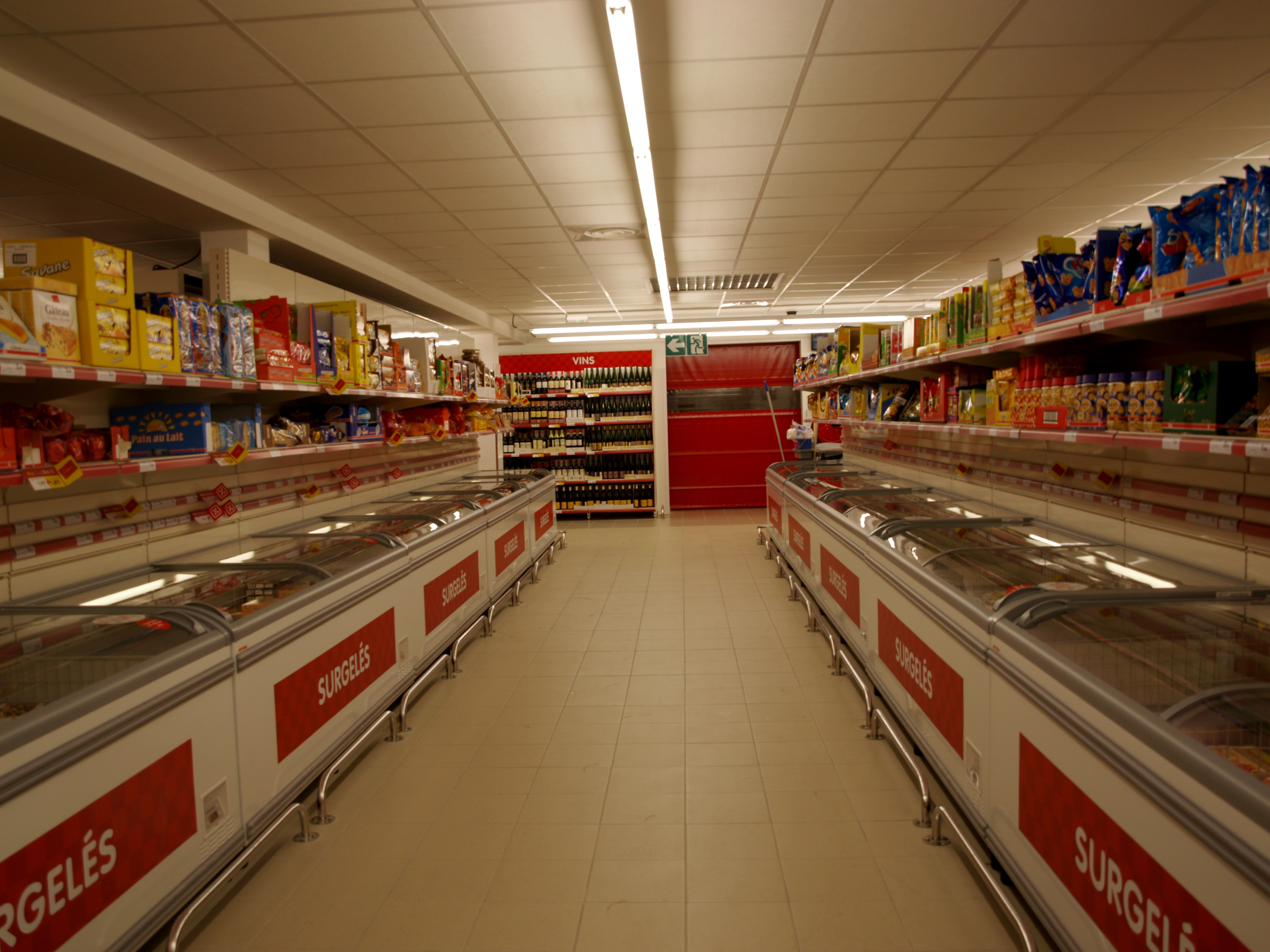
À l'intérieur d'un ancien magasin DIA à Strasbourg, France.

| Pays                    | 1er magasin | Fermeture | Nombre de magasins en 2015 |
| ----------------------- | ----------- | --------- | -------------------------- |
| Implantations actuelles |             |           |                            |
| Espagne                 | 1979        |           | 2 925                      |
| Portugal                | 1993        |           | 572                        |
| Argentine               | 1997        |           | 559                        |
| Brésil                  | 2001        |           | 561                        |
| Anciennes implantations |             |           |                            |
| Grèce                   | 1995        | 2010      | 0                          |
| Turquie                 | 1999        | 2013      | 0                          |
| France                  | 2009        | 2017      | 0                          |
| Luxembourg              | 2011        |           | 0                          |

### Enseignes
- DIA Market : magasins de proximité de 400 et 700 mètres carrés.
- DIA Fresh ou Fresh by DIA : magasins spécialisés dans les formats périssables et le frais, fruits, légumes, viandes et poissons, d'une surface de 150 mètres carrés environ.
- DIA Maxi : le plus grand type de magasins, 1 000 mètres carrés environ, avec un parking situés généralement en périphérie de ville.
- Schlecker : magasins spécialisés dans les produits pour la maison, la beauté et la santé. D'origine allemande DIA a acquis les activités de l'enseigne en Espagne et au Portugal.
- Clarel : nouveau concept qui vise à être la référence à proximité de produits de beauté, la santé, la maison et les soins personnels.
- Cada DIA : plus petit format commercial de DIA situé en milieu rural et principalement sous franchise.
- Minipreço : enseigne portugaise où sont distribués les produits DIA.
- Mais Perto : le même concept que Cada DIA mais au Portugal.